# Länglingsån (naturreservat)
Länglingsån är ett naturreservat i Ragunda kommun i Jämtlands län.
Området är naturskyddat sedan 2015 och är 42 hektar stort. Reservatet omfattar Länglingsån som är cirka 4,7 kilometer lång och rinner mellan sjöarna Länglingen och Köttsjön. I ån finns flodpärlmussla och öring.